# Caraquet
Caraquet ist eine Gemeinde (Town) im Gloucester County der kanadischen Provinz New Brunswick. Caraquet wurde ab den 1730er-Jahren am Ufer der Chaleur-Bucht der Akadischen Halbinsel auf dem Gebiet der Mi’kmaq errichtet. Nach der britischen Eroberung der französischen Kolonien in Nordamerika wurde sie zu einem Zentrum der katholisch-frankophonen Kultur der Akadier. Im Jahre 2011 hatte Caraquet 4169 Einwohner auf einer Fläche von 68,26 km².

## Name
Die Bezeichnung der ortsansässigen Mi’kmaq für Caraquet ist Kalaket oder Pkalge. Sinngemäß bezeichnet der Ausdruck eine Stelle, an der sich zwei Flüsse treffen. Diese beiden relativ kleinen Flüsse sind Rivière Caraquet und Rivière du Nord, ersterer 30 km, letzterer 16 km lang. Sie münden westlich der Gemeinde in die Bucht.

## Geschichte

### Frühgeschichte
Mindestens seit 4000 Jahren ist die Region von Menschen bewohnt. Die bedeutendsten Siedlungen der Mi’kmaq waren Pokemouche, Tracadie und Tabusintac. Bereits im 16. Jahrhundert landeten an der Küste des fischreichen Gebietes Fischer aus der Normandie, der Bretagne und dem Baskenland. Erstmals genannt wurde der Ortsname von Nicolas Denys im Jahr 1672.

### Französische Kolonialzeit, Deportation der Akadier

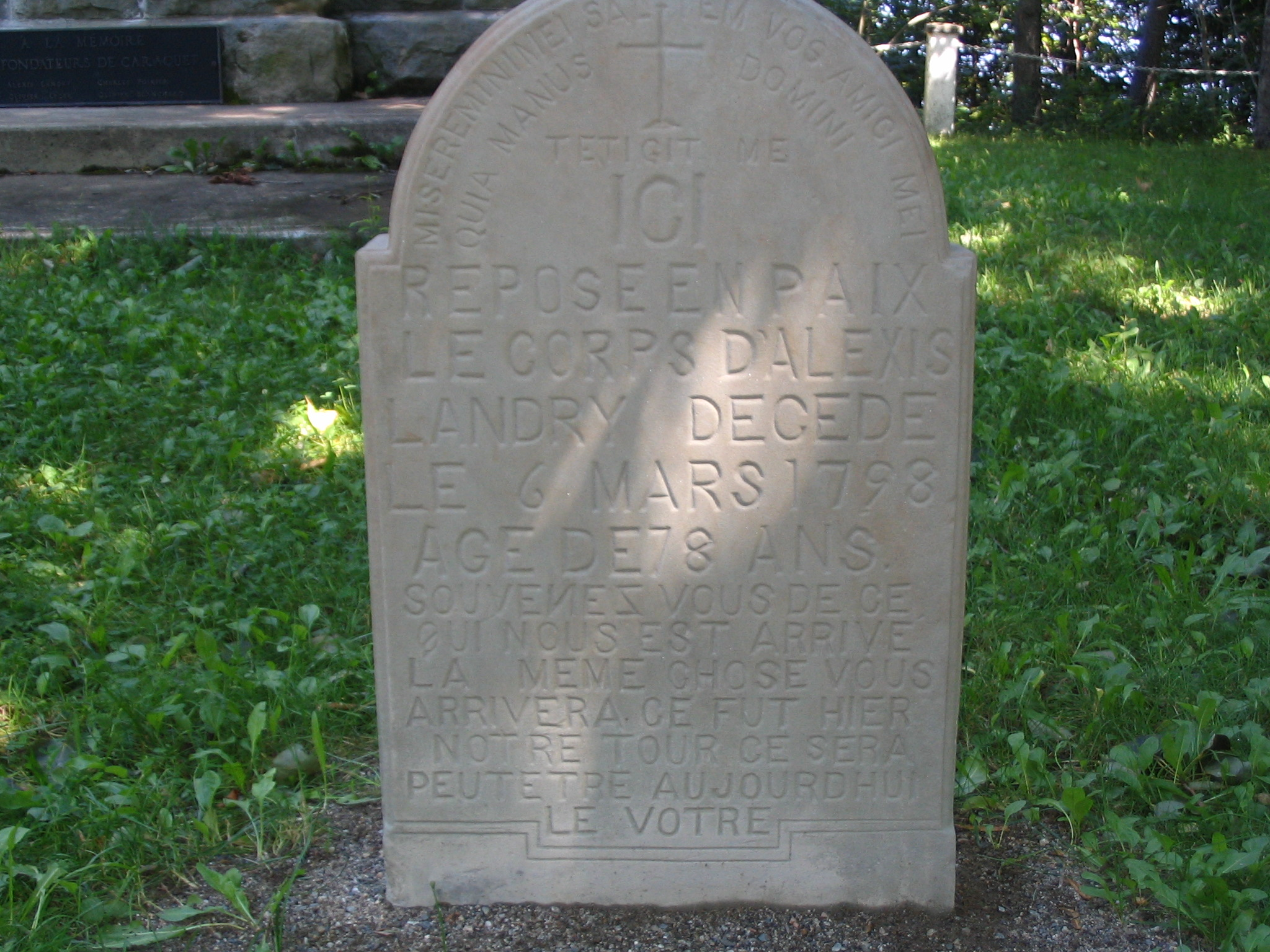
Grabstein von Alexis Landry

Der früheste Bericht über einen Europäer im Gebiet von Caraquet stammt von dem Bretonen Gabriel Giraud dit Saint-Jean, einen Händler und Kaufmann, der um 1710 dort auftauchte; 1724 lebte er dort, doch wohnte er drei Jahre später in Miramichi. Er heiratete eine Mi’kmaq-Frau und siedelte im unteren Caraquet. 1757, nach der Vertreibung der Akadier, siedelte das Paar in oberem Caraquet. Dabei wurden sie von Alexis Landry geführt, nachdem die Akadier aus dem südlichen Neubraunschweig und Neuschottland vertrieben worden waren. Der ursprüngliche Stadtteil wird inzwischen Sainte-Anne-Du-Bocage genannt.

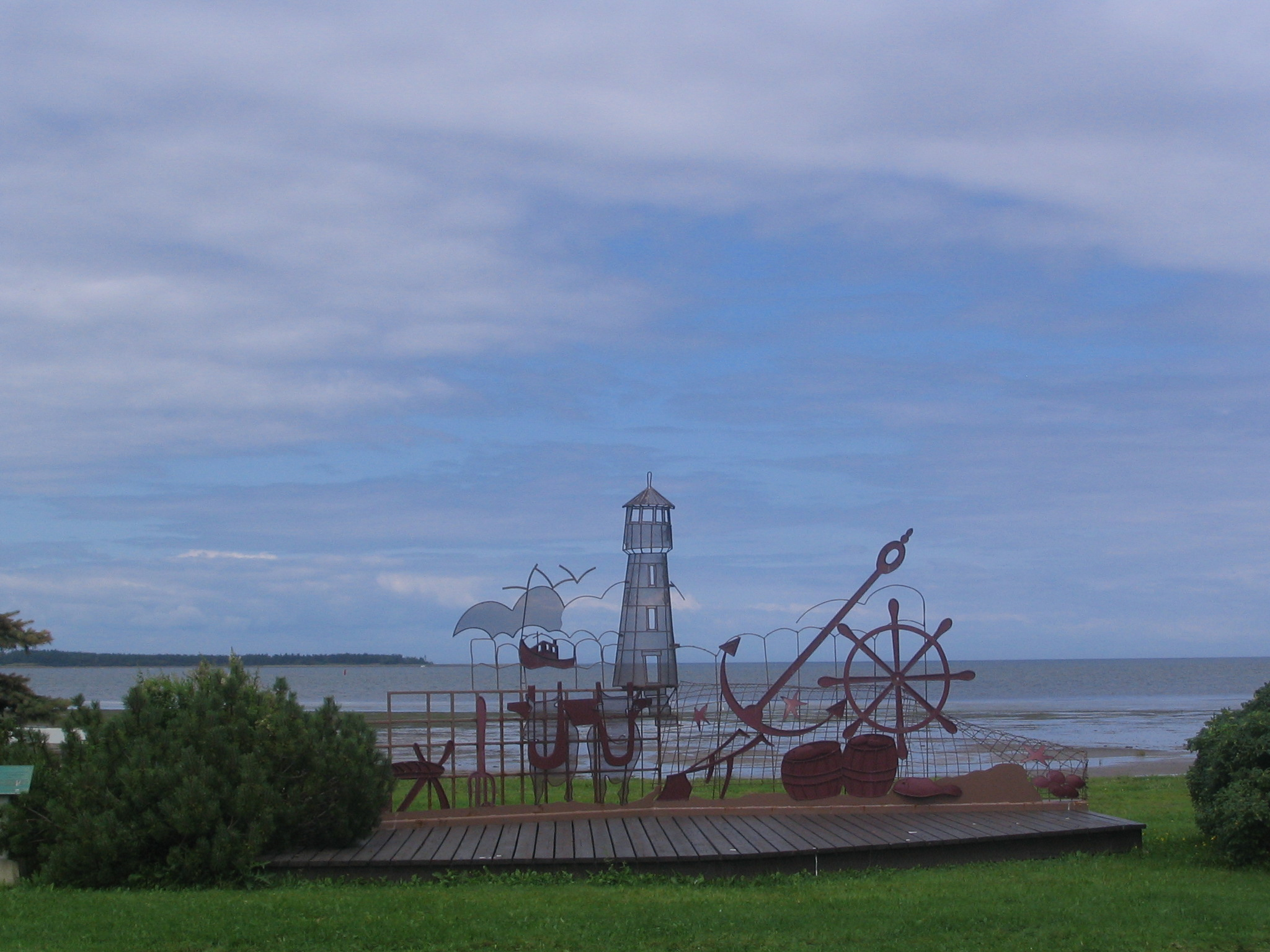
Denkmal zur Erinnerung an die Gründung durch Gabriel Giraud im Parc des Fondateurs

Mit dem Ende der französischen Kolonialherrschaft verschwanden die meisten französischsprachigen Bewohner, insbesondere nach dem Raubzug, den der englische Seefahrer Roderick MacKenzie 1761 in der Chaleurbucht durchgeführt hatte. Schon 1757 waren in Caraquet mindestens 150 Akadier festgehalten worden, die deportiert werden sollten (siehe Deportation der Akadier). Erst ab 1766 kehrten die ersten Akadier zurück. Mit dem Parc des Fondateurs (‚Park der Gründer‘), der seit 1986 im Register der historischen Stätten der Provinz eingetragen ist, erinnert die heutige Stadt an die Gründungsphase.

### Englische Kolonialzeit

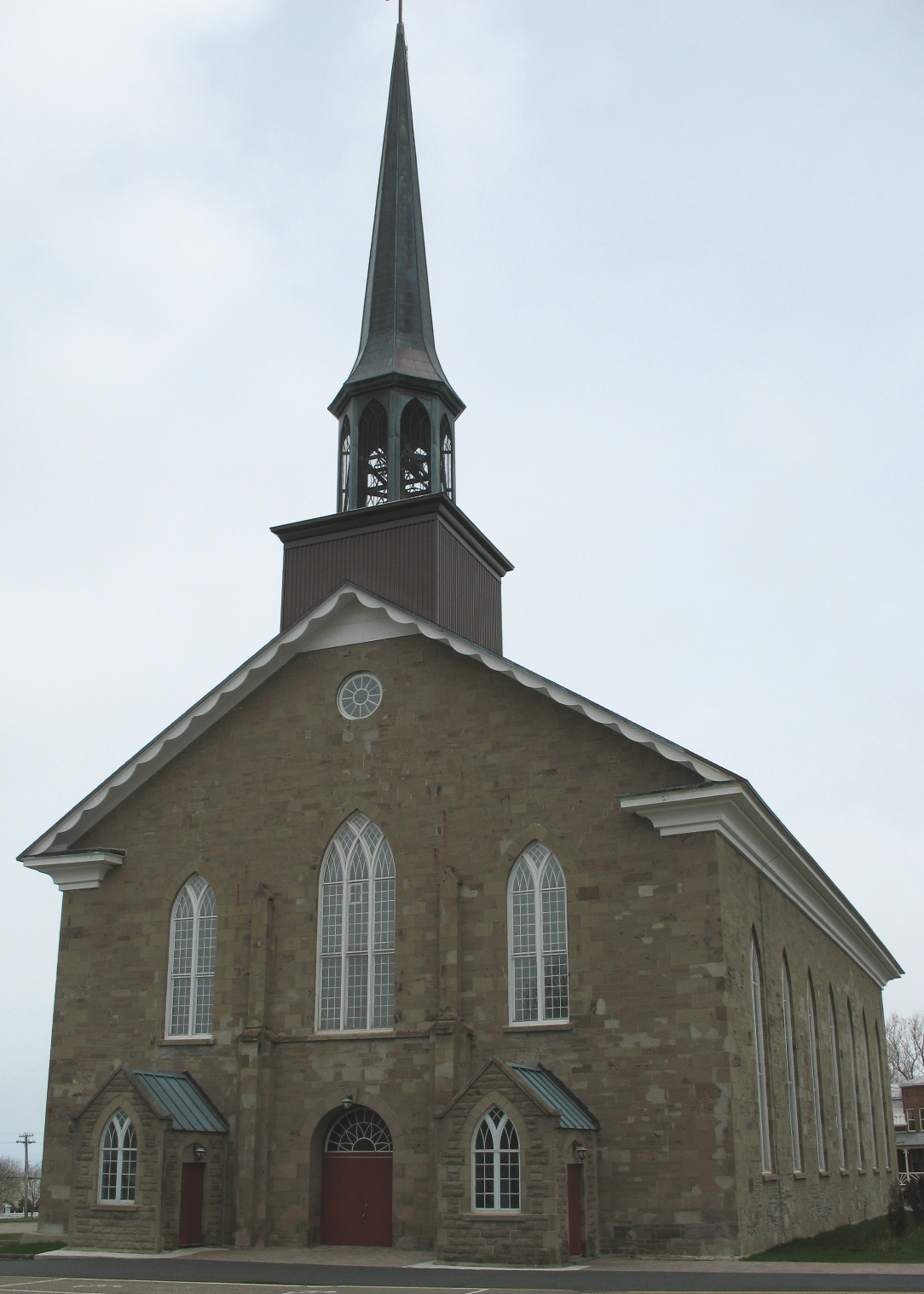
Die 1857 bis 1860 erbaute Église Saint-Pierre-aux-Liens

Mit der Vertreibung der Akadier von der Gaspé-Halbinsel stand das Gebiet vor allem englischen Fischern offen, denn insgesamt, so die Quellen, lebten nur noch 209 Menschen an der Chaleur-Bucht, 93 Indianer um Restigouche und 109 Personen in Gaspé. Die dortigen Fischer standen allerdings in Konkurrenz mit den gut ausgestatteten Unternehmen aus Neufundland und vor allem denjenigen von Québecer Kaufleuten. Charles Robin erschien 1766 als Agent eines Unternehmens aus Arichat. Im folgenden Jahr gründete er in Paspébiac ein Unternehmen mit der umständlichen Beschreibung at Isle Madame, coast of Acadia and at Paspébiac in the Baie of Chaleurs, coast of Canada. Zu verschiedenen Pflanzern und Fischern nahm er Kontakt auf, darunter in Caraquet. Er bot Salz und Ausrüstung gegen Fisch und Felle. Mit William Smith, einem Händler aus Québec einigte er sich auf eine Aufteilung der Gaspé-Halbinsel, wobei er das Gebiet von Paspébiac abwärts erhielt. Andere Firmen waren wenig erfolgreich und gaben in den nächsten Jahren auf. 1774 lebten 158 Menschen in Bonaventure, weitere 200 verstreut um die Bucht. Wie zwei Jahre später der Stellvertreter des Gouverneurs berichtete, kamen jedes Jahr 30 Fischer, die meisten von Jersey hinzu.
Caraquet und andere Fischerorte hatten eine Dorfstruktur entwickelt, die sich grundsätzlich von den Bauerndörfern der französischen Kolonialzeit unterschied. Waren dort lange Grundstücke vorherrschend, die mit ihrer Schmalseite an einen See oder Fluss stießen, seltener ans Meer, damit jeder Zugang zu Trinkwasser hatte, so waren Orte wie Caraquet beinahe Produktionsstätten, die zudem Funktionen des Lagers, der Anlandung, der Zulieferung und des Einkaufs, aber auch der Reparatur oder der Rohmaterial- und Werkzeugbereitstellung in sich vereinten.
Der Grundbesitz für die Stadt wurde 1774 durch königliche Proklamation 34 Familien akadischer, normannischer und Mi’kmaq-Abstammung zugesprochen. Ab 1778 litt die Fischerei unter dem Unabhängigkeitskrieg der USA, denn Piraten plünderten immer wieder die Region, so dass Robin sein Geschäft aufgeben musste. Er kehrte 1778 nach Jersey zurück, um erst 1783 wieder auf die Gaspé-Halbinsel zurückzukehren. Nun strömten zahlreiche Loyalisten, meist protestantische, London treu gebliebene Kolonialbeamte, nach Neubraunschweig und allein 1783 kamen 435 von ihnen nach Paspébiac auf der Südseite der Gaspé-Spitze. Auf der Nordseite hingegen, um Caraquet, dominierten bald wieder die Akadier. Die Stadt bezeichnet sich noch heute als inoffizielle Hauptstadt von Akadien. Diesem eigenen Anspruch folgend wird im August das jährliche Acadian Festival ausgerichtet. Dies hatte jedoch Konflikte zur Folge, die durch die Zuwanderung zahlreicher Loyalisten und die Rückkehr vieler Akadier an Schärfe gewannen. Die Konflikte drehten sich vor allem um die Frage der Konfession und die der Sprache, entzündeten sich dementsprechend immer wieder am globalen Konflikt zwischen dem Katholizismus und den protestantischen Konfessionen, zwischen Paris, Rom und London.

### Gründung Kanadas, Schulstreit und Ausschreitungen von 1875
George Edwin King, ein Absolvent des Methodistencollege von Sackville, der das Saint John County im Provinzparlament vertrat, brachte 1871 ein Gesetz ein. Dieses sollte die konfessionellen Schulen abschaffen und sie durch ein staatlich finanziertes Schulsystem ersetzen. Die katholisch-frankophonen Bevölkerungsteile waren hierüber aufgebracht, zumal gerade im Vorjahr auf Initiative von Louis Riel ein konfessionelles Schulsystem im Manitoba Act durchgesetzt worden war. Am 5. Mai setzte sich jedoch die Gruppe der Befürworter eines einheitlichen Schulsystems im protestantisch dominierten Parlament mit 25 zu 10 Stimmen bei 6 Enthaltungen durch.
Das Gesetz, bekannt als Common Schools Act, untersagte religiöse, politische oder ethnische Symbole im Schulraum, was zwangsläufig zur Folge hatte, dass Ordensmitglieder nicht mehr unterrichten durften. Premier John A. Macdonald, der auf Druck Québecs darin eingewilligt hatte, dass Schulfragen eine Provinzangelegenheit sein sollten, weigerte sich, einzugreifen. Im Januar 1873 erkannte auch der Oberste Gerichtshof der Provinz an, dass das Gesetz sich im verfassungsmäßigen Rahmen halte. Das Londoner Privy Council akzeptierte wiederum die Entscheidung des Parlaments. George King, der 1872 Premier geworden war, war mit dem Slogan angetreten „Vote for the Queen against the Pope“. So erhielten 34 Befürworter des Schulgesetzes einen Sitz im Parlament, hingegen nur 5 Gegner. Letztere kamen durchweg aus akadischen Gebieten, nämlich den Countys Gloucester, Kent und Madawaska. Dennoch kam es 1872 insofern zu Konzessionen, als Lehrer nun doch religiöse Symbole tragen durften.
Wurden die Abgaben für die Schulen nicht entrichtet, kam es zu Konfiskationen und zu Zwangsversteigerungen, einige Priester wurden verhaftet. In Saint John wurden die Pferde und Wagen des Erzbischofs, der vom Vatikanischen Konzil zurückgekehrt war, konfisziert und verkauft. Angesichts dieser Eskalationen schlug James Nowlan die Widerrufung des Gesetzes vor, doch erzielte er bei der Abstimmung nur 13 gegen 25 Stimmen.

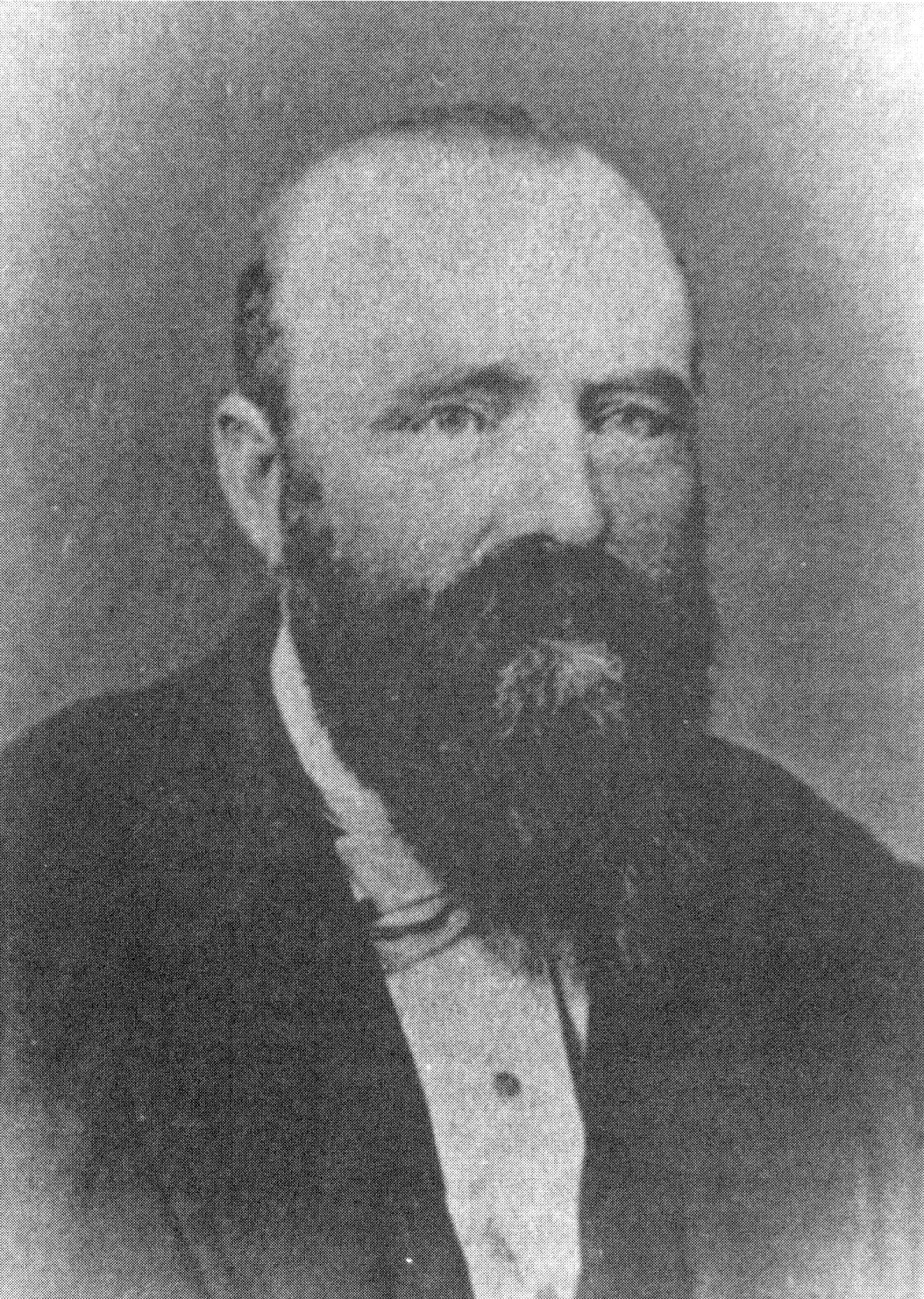
Robert Young

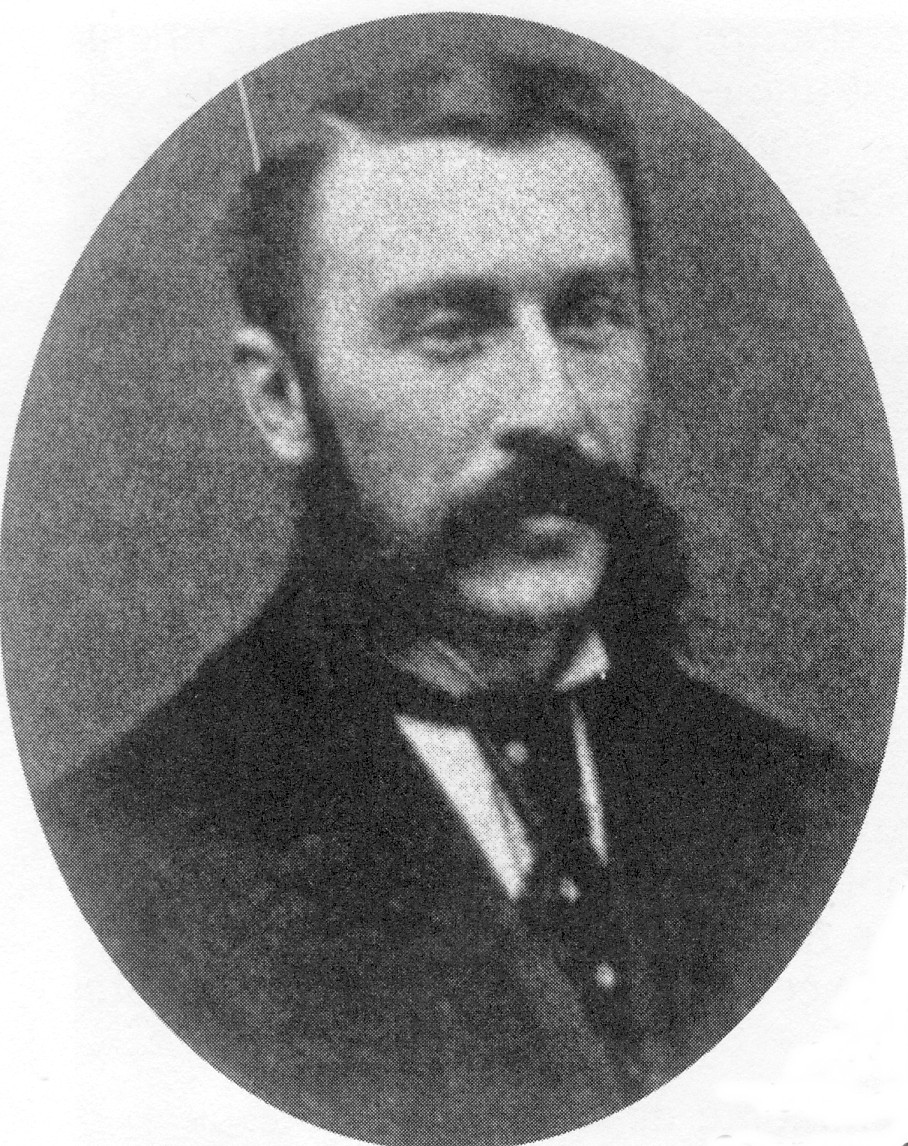
Théotime Blanchard, 1875

Als sich im Januar 1875 die Gemeinde von Caraquet unter Vorsitz von Théotime Blanchard versammelte, dem lokalen Repräsentanten für Gloucester, und ihre Officer wählte, taten sie dies, ohne die Schulgelder entrichtet zu haben. Daraufhin beriefen vier englischsprachige Abgabenzahler ein neues Treffen für den 4. Januar unter Vorsitz von Robert Young ein. Young war in den Wahlen von 1874 gegen Blanchard unterlegen gewesen. 19 Männer unterzeichneten das nun aufgesetzte Schreiben, das die Nichtigkeit der vorherigen Beschlüsse und Wahlen verlangte. Dies war umso verwegener, als der Zensus von 1871 gezeigt hatte, dass in Caraquet unter den 3.111 Einwohnern nur 79 protestantisch waren. Die neuen Gemeindeverantwortlichen James Blackhall und Philip Rive beriefen eine weitere Versammlung ein, um eine District School Tax, eine Schulabgabe für den Distrikt beschließen zu lassen. Doch die Versammlung ging in Handgreiflichkeiten und Geschrei unter.

Caraquet mit den entscheidenden Konfliktorten im Januar 1875

Am nächsten Tag versammelten sich dreißig Männer, von denen einige die Marseillaise intonierten, und gingen zu Youngs Haus, ließen sich jedoch von dem Angestellten Colson Hubbard zum Abzug bewegen. Wahrscheinlich wollten die Männer auch diejenigen in der Gemeinde unter Druck setzen, die die Abgaben zu zahlen bereit waren und die im Ort als „Bourbons“ galten. Der New Brunswick Reporter aus Fredericton griff die Zeitung aus Saint John, den katholischen Freeman an, dem er revolutionäres Zündeln vorwarf. Youngs Frau forderte ihren Mann, der sich ihrer Meinung nach in Fredericton aufhielt, auf, sofort zurückzukehren, doch erreichte ihn das Telegramm erst am 15. Januar bei Sackville. Zwei Tage später erreichte ihn ein weiteres Telegramm, in dem es hieß, ein plündernder Mob wolle seinen Laden zerstören und seine Geschäftspapiere vernichten; sein Leben sei in Gefahr. So kam es, dass Young erst am 22. Januar wieder in Caraquet erschien.
Zwei Tage später verurteile Abbé Joseph Pelletier von der Kanzel seiner Kirche die Gewaltakte. Zugleich las er ein Schreiben vor, das er erhalten hatte, in dem ihm gedroht wurde, sein Haus niederzubrennen, falls er „die Bande von Piraten“ nicht stoppen würde. Die Soeurs de Notre Dame saßen auf gepackten Koffern, um notfalls schnell fliehen zu können.

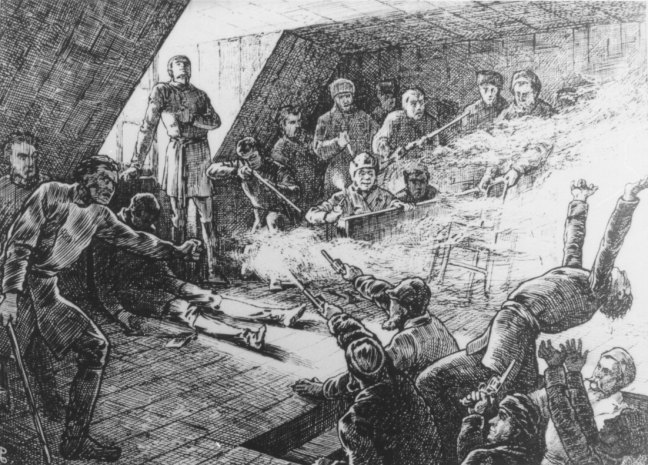
Death of Constable Gifford, eine Abbildung in den Canadian Illustrated News vom 13. Februar 1875. Der Tod von Mailloux wird im Artikel nicht erwähnt.

Am Morgen des 25. Januar brachen 100 Männer zu Youngs Haus auf. Young verbarrikadierte sich zusammen mit einigen bewaffneten Männern in seinem Haus. Als er sich weigerte mit den Männern zu reden, versammelten sich diese zunächst in André Alberts Haus. Young forderte Sheriff Robert B. Vail aus Bathurst auf, mit Bewaffneten nach Caraquet zu kommen. Zusammen mit den Constables Stephen Cable, Alfred Gammon, Joseph Gammon und Robert Ramsay erreichte er den Ort am Morgen des 26. Januar; auf dem Weg waren William Eady und David Eady hinzugestoßen, in Caraquet kamen noch John Sewell und Richard Sewell aus Pokemouche hinzu. Die Männer begannen mit Verhaftungen. Wahrscheinlich hatte Young schon in Chatham weitere Männer – ohne Berücksichtigung der Tatsache, dass er dazu kein Recht hatte – angefordert. So stießen weitere 20 Bewaffnete aus Chatham und Newcastle zu der nunmehr 28 Mann umfassenden Truppe.
20 Männer brachen zu André Alberts Haus auf, um Verhaftungen vorzunehmen, dazu Blackhall, der als Übersetzer fungieren sollte. Bereits am 26. war es zu Gewalttätigkeiten gekommen, noch mehr am 27., das Wort von „Youngs Armee“ ging um. Als die Männer das Haus betraten, kam es zu einem Wortwechsel, einer von ihnen hielt einer der Frauen seine Waffe an den Kopf, wohl weil er fürchtete, sie könne heißes Wasser gegen die Männer schleudern. Robert Ramsay hörte ein Geräusch aus dem Obergeschoss, wohl von den Aksdiern verursacht, die sich dorthin geflüchtet hatten. Er feuerte durch die Öffnung in der Decke, mehrere Männer versuchten mit ihren Bajonetten die Decke einzureißen. Nun fiel auch ein Schuss seitens der Akadier, jedoch ohne Schaden anzurichten. Während zwei Männer versuchten, über die Treppe nach oben zu gelangen, zwängte sich John Gifford durch die geöffnete Decke und feuerte möglicherweise einen Schuss ab. Ein weiterer Schuss, diesmal von Louis Mailloux, traf ihn tödlich in den Kopf. In dem wirren Schusswechsel, der sich anschloss, wurde auch Mailloux getroffen. In dem Rauch traf ansonsten niemand. Nur Joseph Duguay und Bernard Albert trugen Wunden im Gesicht, als die Männer abgeführt wurden. Mailloux starb wenig später.
Am 28. Januar wurden die Gefangenen nach Bathurst verbracht, einige von ihnen erlitten unterwegs Erfrierungen an Händen und Füßen. Der „blutige Mittwoch“ hatte die Autoritäten von Bathurst so schockiert, dass sie um Armeeunterstützung nachsuchten. Dazu traten Senator John Ferguson
und zwei Friedensrichter in Kontakt mit dem Abgeordneten William Kelly in Chatham. Zwei Offiziere und 41 Mannschaften der Newcastle Field Battery unter dem Kommando von Major R. C. Call brachen mit zwei Neunpfünderkanonen auf. Ihnen folgten vier Offiziere und 46 Mann des 73rd Battalion. Sie schlugen sich durch Berge von Schnee und erreichten Bathurst am 29. Januar, dann Caraquet. Erst am 3. Februar erschien den Offizieren die Lage in Caraquet ruhig genug, um zurückzukehren, wenn auch die Artillerie weitere sechs Wochen in Bathurst verharrte.
Beim Tod Mailloux kam das zuständige Gericht schnell zu dem Schluss, dass die Ursache eine verirrte Kugel gewesen sein musste; der Täter blieb unbekannt. In Giffords Fall gab es neun Angeklagte, nämlich Joseph Chiasson, Joseph Duguay, Moïse Parisé und Jean Louis Paulin
dazu Prudent, Luc, Bernard, Stanislas und Agapait Albert. John Young, ein Bruder Robert Youngs, agierte als Übersetzer. Im Moniteur beklagte man das Beispiel für die Gerechtigkeit, die die Akadier von ihren Verfolgern zu erwarten hätten.
Pierre Landry, später Abgeordneter, bot sich als Anwalt für die Verteidigung an. Onésiphore Turgeon, ein in Québec geborener Bathurster hoffte, J. A. Chapleau zu gewinnen, der 1873 Ambroise-Dydime Lépine verteidigt hatte. Dieser war 1869/70 Militärkommandant der von Louis Riel ausgerufenen provisorischen Regierung der Métis gewesen. Unter dem vorsitzenden Richter John Campbell Allen begann am 7. September 1875 der Prozess. Die Verteidigung übernahmen S. R. Thompson und P. Landry, da man von dem Québecer die Auslösung weiterer Repressalien befürchtete. Das Verfahren wegen der Riots begann am 17. September. Bis zur Wahl der Jury verstrich eine weitere Woche, da zunächst Verwandte der „Freiwilligen“ auszuscheiden hatten. Von den zwölf Männern waren neun Katholiken, von ihnen fünf französischsprachig. Zwei Männer wurden freigesprochen, die übrigen wegen illegaler Versammlung verurteilt. Für den Mordprozess wählte die Regierung aus 150 Männern aus, machte dabei aber extensiven Gebrauch von der Möglichkeit, mögliche Sympathisanten auszuschließen. Letztlich bestand die Jury nur aus Protestanten. Einer der Kronzeugen, Robert Ramsay, räumte ein, zuerst geschossen zu haben, um die Akadier einzuschüchtern. Während die Anklage behauptete, die Männer hätten sich zum Zwecke des Widerstands versammelt, behauptete die Verteidigung, dies sei zum Kartenspielen geschehen und nur das Heranrücken von „Youngs Armee“ habe sie zu panikartiger Flucht in das Obergeschoss veranlasst. Dennoch wurde als erster Joseph Chiasson schuldig gesprochen. Richter Allen war die Beweislage hingegen zu dürftig und so verwies er das Verfahren an den Obersten Gerichtshof.
In Montréal und Ottawa wurde nun Geld gesammelt, um das Verfahren zu finanzieren. Der Prozess begann im Juni 1876. Neben John Campbell Allen als oberstem Richter saßen nun Charles Fisher, Charles Duff, John Wesley Weldon und Andrew Rainsford Wetmore auf der Richterbank. Das Verfahren wegen Mordes wurde eingestellt.

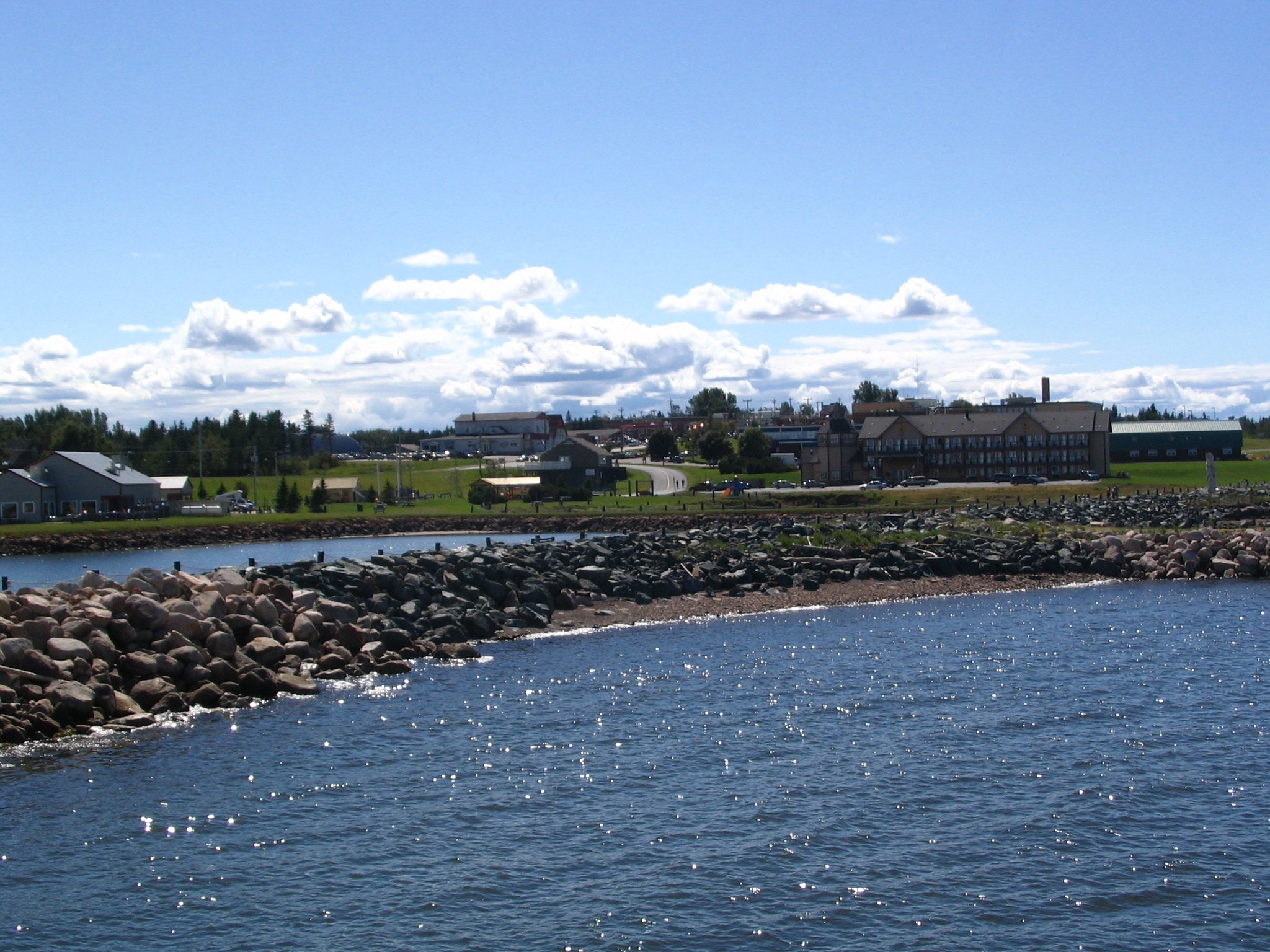
Caraquet von Hafen aus gesehen

Obwohl der Vorgang in ganz Kanada hitzig debattiert wurde, hielten sich die Parlamente weitgehend bedeckt, um nicht Öl ins Feuer zu gießen. So kam es schnell zum „Kompromiss“ von 1875, der vorsah, dass katholische Kinder durchaus in einer Schule unterrichtet werden konnten, dass Schulzeugnisse ganz gleich welcher Schuleinheit, und nicht nur an der Normal School, anerkannt wurden, dass Schulbücher von Angriffen auf katholische Vorstellungen befreit werden sollten, und dass katholische Gebäude durchaus als Schulgebäude dienen konnten, unabhängig davon, wozu diese außerhalb der Schulzeiten genutzt wurden. Die Katholiken erhielten zwar keine eigenen, staatlich getragenen Schulen, doch sie konnten ihre Kinder auf jede Schule ihrer Wahl schicken. Auch durften sie ihren eigenen Katechismus haben und von Ordensleuten unterrichtet werden.

### Eisenbahnverbindung, Collège Sacré-Cœur

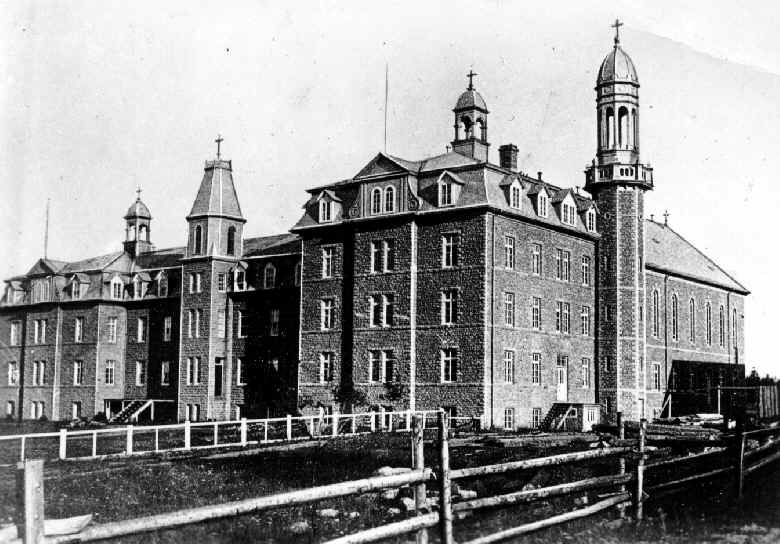
Das 1899 gegründete Collège Caraquet um 1905. Das Gebäude fiel 1915 einem Brand zum Opfer, die Institution wurde nach Bathurst verlegt.

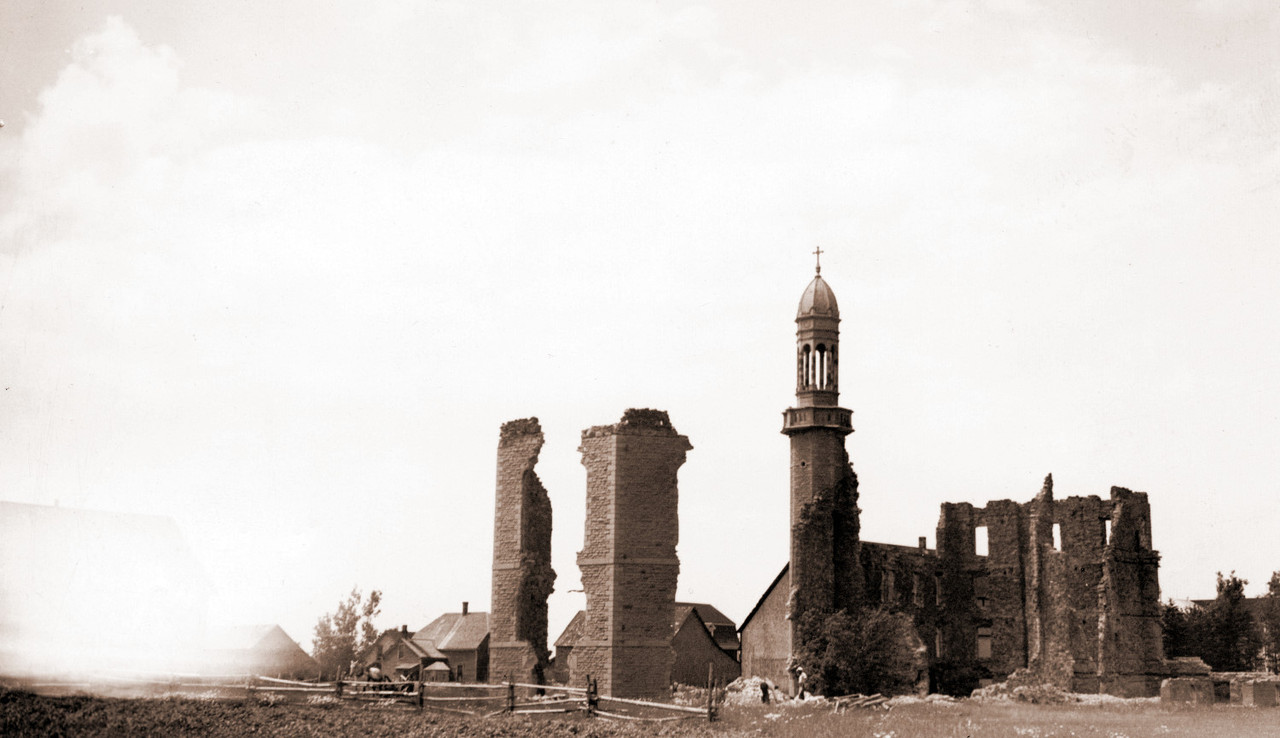
Das Collège nach dem Brand

1887 erfolgte durch die Ligne Caraquet die Anbindung an das Eisenbahnnetz, 1899 die Gründung des Collège Sacré-Cœur. Treibende Kraft hinter dem Bau war der Curé Joseph-Théophile Allard. Ihm war bewusst, dass es angesichts englischen Widerstands gegen eine französische Einrichtung dieser Art schwierig sein würde, in dieser Frage voranzukommen, zumal Bischof James Rogers von Chatham bereits 1882 ein Collège geschlossen hatte, nämlich das erst 1874 gegründete Collège Saint-Louis in Saint-Louis-de-Kent, weil es ihm „too frenchy“ war. Ähnliches galt für das 1880 geschlossene Collège Saint Michael in Chatham. Die Bauarbeiten begannen dennoch 1894, ohne dass erklärt wurde, was dort gebaut wurde. Erst mit der Eröffnung des Presbyteriums von Sainte-Anne-du-Bocage wurde klar, dass es sich bei dem Gebäude nicht um ein Presbyterium handeln würde, sondern um ein Collège. Der Bischof weigerte sich zunächst zuzustimmen, lenkte jedoch schließlich ein, so dass der Betrieb am 9. Januar 1899 aufgenommen werden konnte. Ab dem folgenden Jahr durfte das Collège universitäre Abschlüsse verleihen. Schnell wuchs die Zahl der Studenten, so dass das Gebäude vergrößert werden musste, woran sich die Gemeinde Caraquet beteiligte.

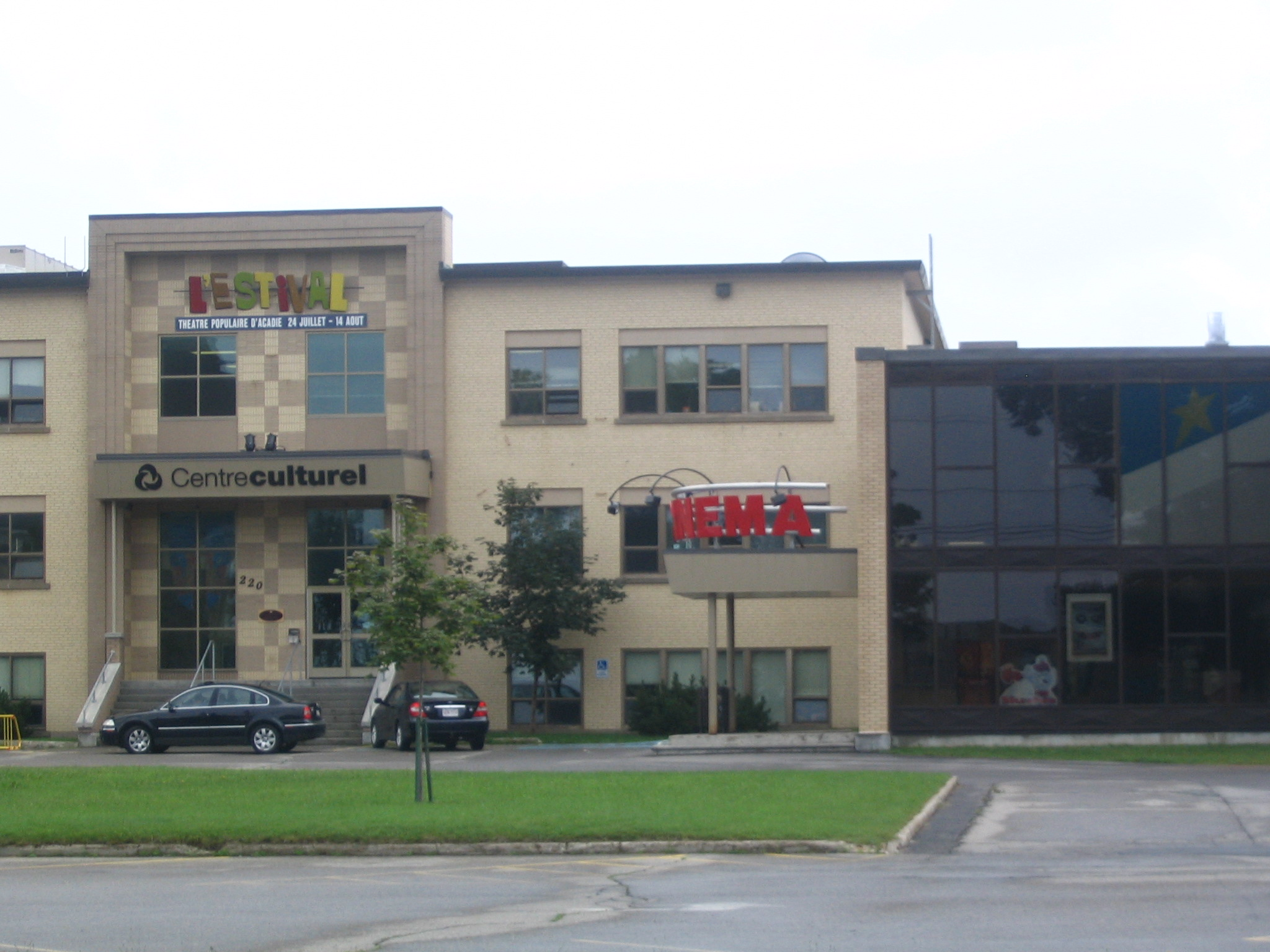
Das heutige Kulturzentrum auf dem Gelände des Collèges

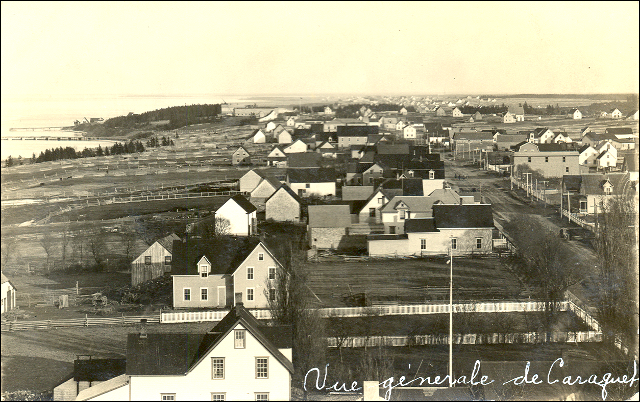
Caraquet aus der Luft, um 1900

Die Jahre 1902 bis 1905 waren in Frankreich vom Kampf um den Laizismus gekennzeichnet. 1902 wurden 3000 nicht genehmigte kirchliche Schulen geschlossen, dann viele Orden, schließlich kamen infolge des Gesetzes zur Trennung von Kirche und Staat viele Geistliche nach Kanada. So kamen schon 1903 fünf Priester nach Caraquet. 1910 traf eine Typhusepidemie Caraquet, ein Priester starb 1912 an Tuberkulose. Im selben Jahr starb Curé Allard und das Collège stellte mit 165 neuen Studenten einen Rekord auf. Doch in der Nacht vom 30. auf den 31. Dezember 1915 brannte es aus unbekannter Ursache bis auf die Grundmauern nieder. Sein Wiederaufbau erfolgte, wohl aufgrund der schlechten Zuganbindung, nicht in Caraquet, sondern in Bathurst. Nachdem die Ruine einige Jahre als Steinbruch für die Hausbauer von Caraquet gedient hatte, entstand auf dem Gelände die École régionale von Caraquet, die später École La Nacelle hieß. Sie wurde in den 1990er-Jahren geschlossen, im Jahr 2000 erwarb die Stadt das Gelände und errichtete dort ein Kulturzentrum.
2003 und 2009 war Caraquet Kulturhauptstadt Kanadas.

## Wirtschaft
Die Wirtschaft Caraquets wird hauptsächlich durch seine Küstenlage und inzwischen auch durch seine Geschichte, mithin den Tourismus bestimmt. Es gibt einen Fischerei- und Seehafen. Einige Strände und andere touristische Attraktionen, wie das historische Dorf Akadien, sind in der Gegend zu finden. Zudem setzt der Ort aus Gründen der Kulturpflege, aber auch aus ökonomischen Gründen auf seine kulturelle Ausstrahlung. So werden zahlreiche Besucher vom Akadier-Festival angezogen, das jedes Jahr im August stattfindet. Seinen Höhepunkt hat es am 15. August, dem Nationalfeiertag der Akadier. Davon profitieren neben den Hotels und Pensionen auch die zahlreichen Fischrestaurants.

## Bildung und Kultur
Mit dem Collège Sacré-Cœur entstand 1899 eine Stätte frankophoner Bildung, doch zerstörte 1915 ein Feuer das Gebäude.
Seit 1974 besteht das Théâtre populaire d'Acadie, das älteste französischsprachige Theater der Provinz.

## Medien

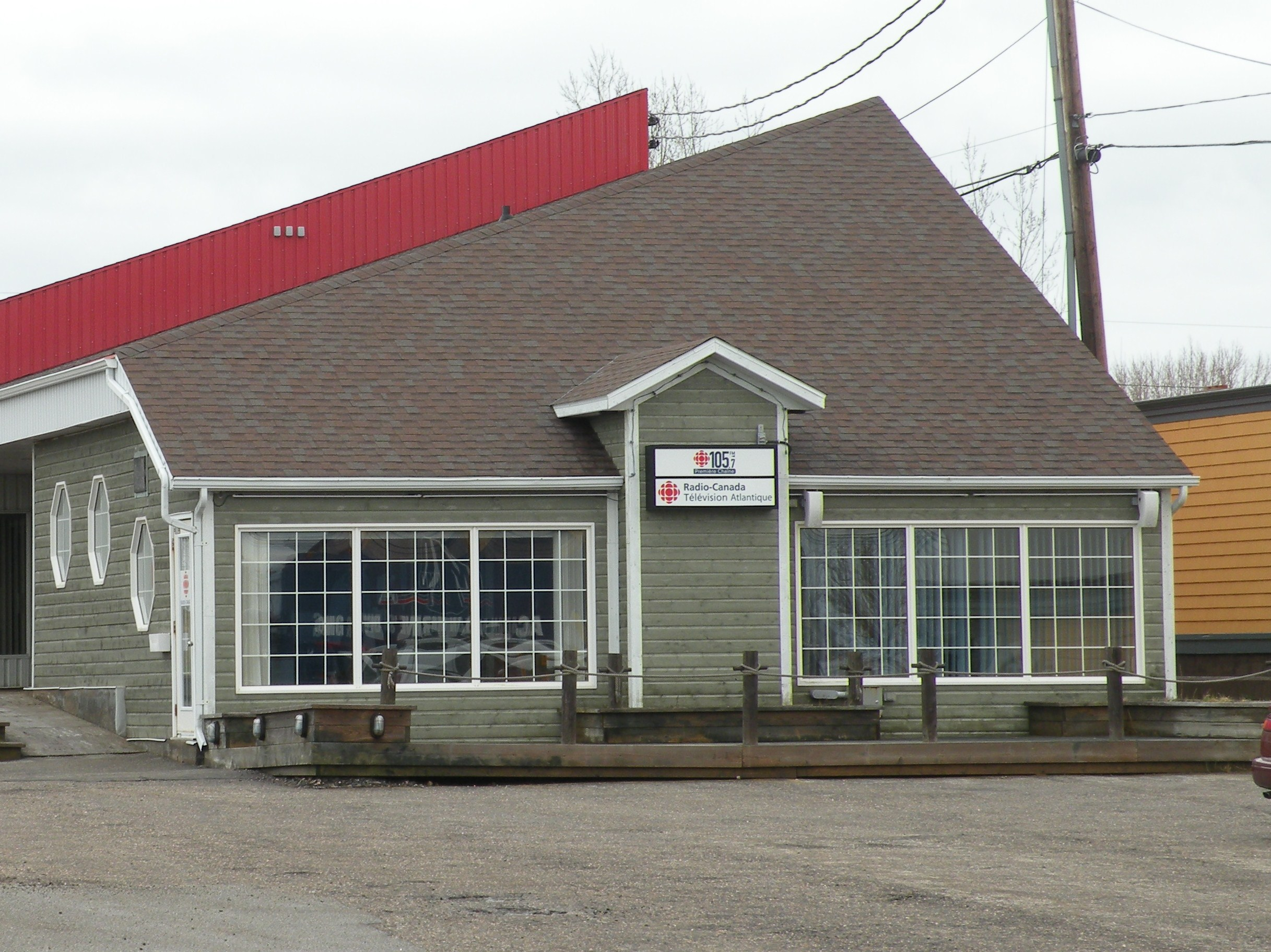
Gebäude von Radio Canada

Neubraunschweigs einzige tägliche frankophone Zeitung, L'Acadie Nouvelle, erscheint in Caraquet.

## Museen

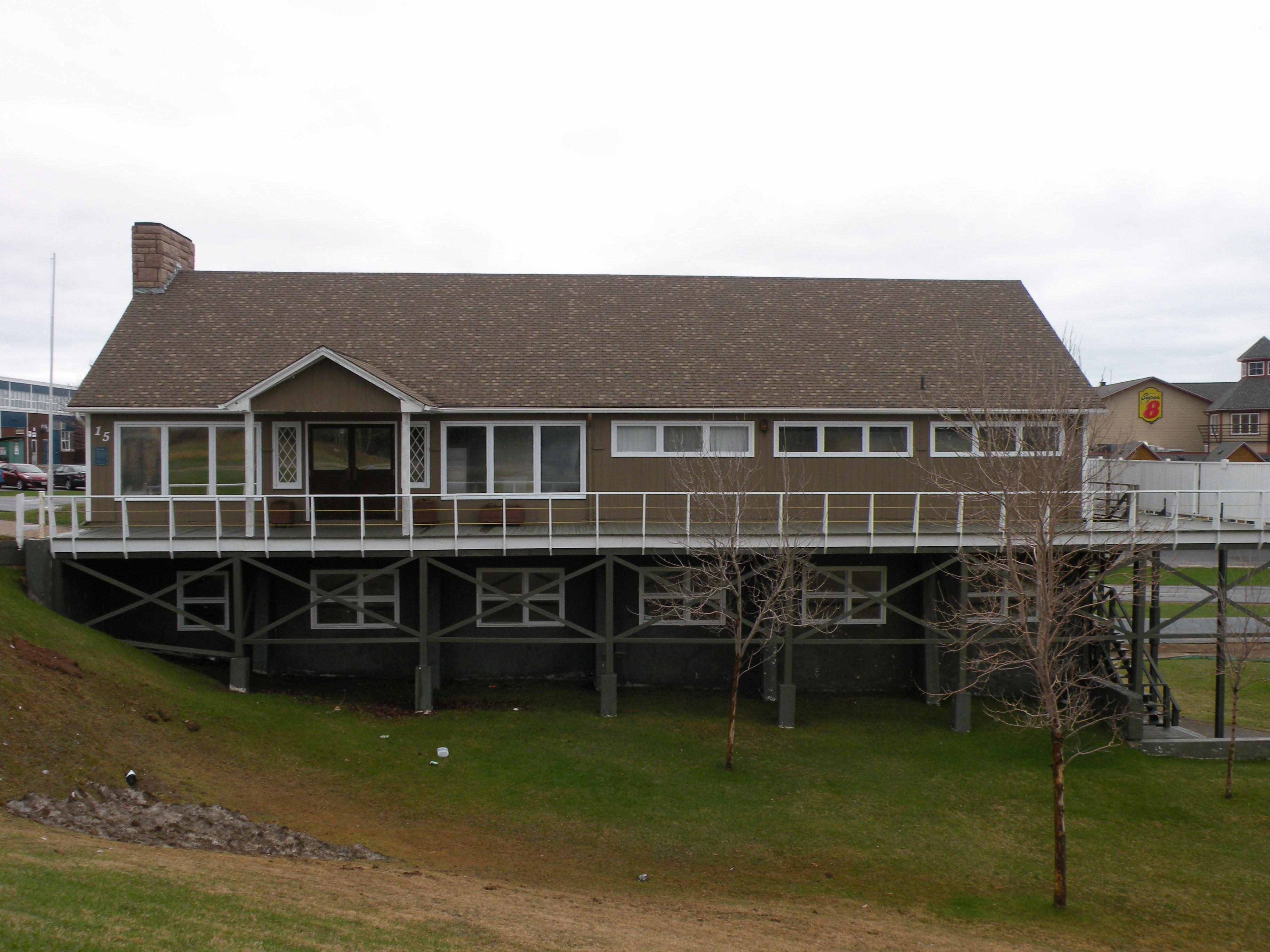
Musée Acadien

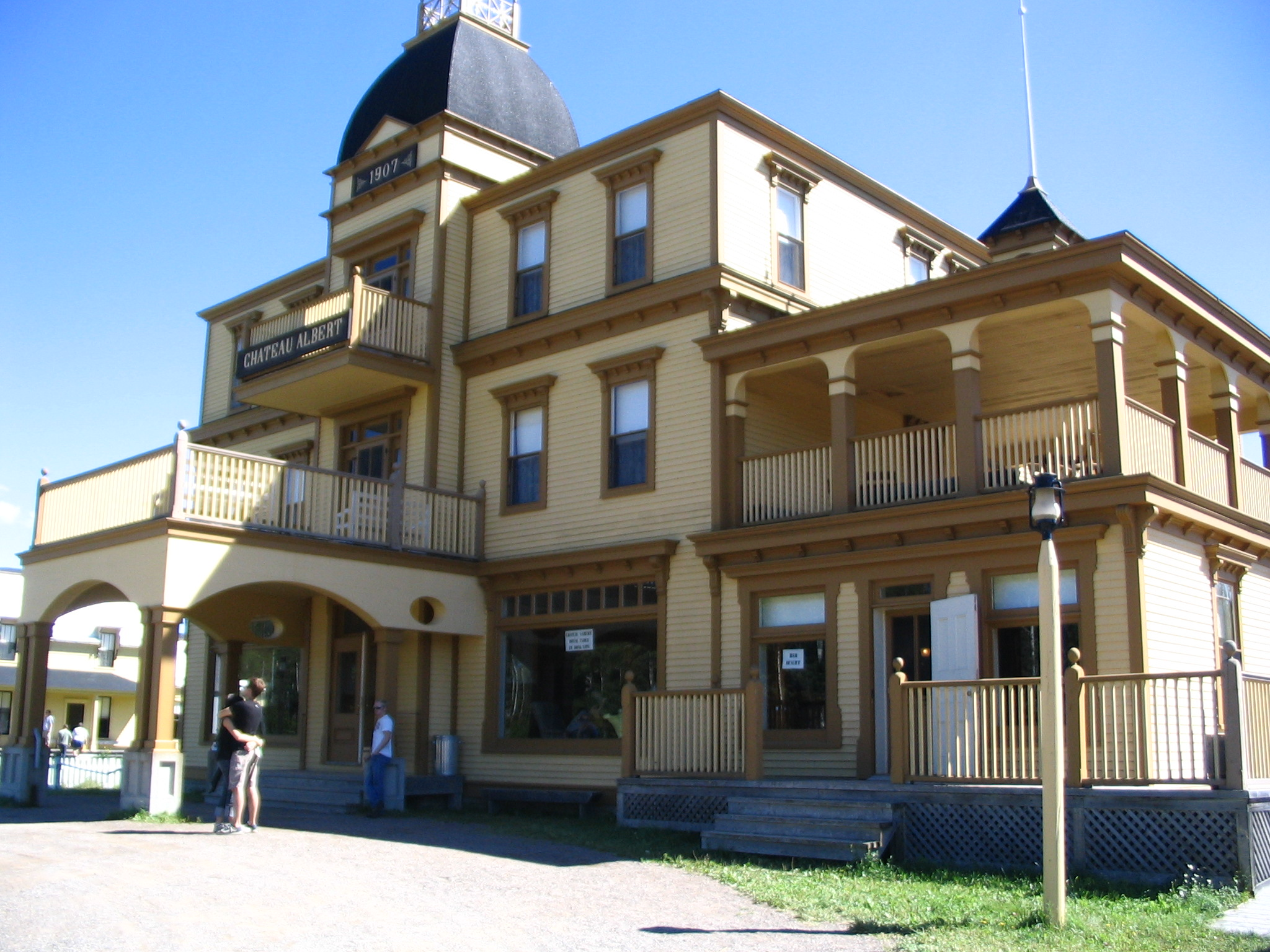
Hotel Château Albert

Das Musée Acadien de Caraquet beschäftigt sich seit Mitte der 1960er-Jahre mit den französischen Kolonisten, den Akadiern, und ihrer Vertreibung und Rückkehr. Nahe der Stadt befindet sich ein Freilichtmuseum (Village Historique Acadien), das sich der Kultur der Akadier widmet. Es öffnete am 28. Juni 1977 seine Pforten, wobei 17 bauliche Komplexe die Zeit zwischen 1770 und 1900 repräsentierten. Dieses Spektrum wurde bald um die Zeit bis 1949 erweitert. Mit seinen 8.000 Exponaten ist es das größte Museum der Maritimes, das sich mit der akadischen Kultur auseinandersetzt. Zu den wichtigsten Gebäuden gehört ein Bahnhof, eine Scheune, die Goguen-Mühle, das Hôtel Château Albert, die Häuser McGraw, Ward, Onésiphore Turgeon und Chiasson, die Küferei Thomas, die Blechwarenherstellung, die Seilwinderei, die homarderie, wo der Hummer verarbeitet wurde, schließlich eine überdachte Brücke, wie sie für die Region typisch ist.
Daneben besteht das  Éco-Musée de l'huître, das Austernmuseum (675 Saint-Pierre Boulevard West).